# التعلم عام المجال
تقترح نظريات التعلم عام المجال المتعلقة بعلم النفس التنموي أن البشر يولدون بآليات في أدمغتهم تدعم وتوجه لديهم عملية التعلم على المدى الواسع، بغض النظر عن نوعية المعلومات التي يتعلمها الفرد. أيضًا تقترح نظريات التعلم عام المجال أنه علم الرغم من تعلم الفرد لأنواع مختلفة من المعلومات الجديدة إلا أنها كلها تُعالج بنفس الطريقة ضمن مناطق الدماغ نفسها، كما تعمل مجالا مختلفة مع بعضها بشكل مترابط. ولأن هذه المجالات العامة تعمل مع بعضها البعض، فإن الخبرات المكتسبة من تعلم نشاط ما تُترجم إلى فوائد تتبع خبرات لم تتعلمها من قبل. وجه آخر تطرحه نظريات التعلم عام المجال هو أن المعرفة ضمن المجالات تراكمية، وتُبنى هذه المجالات عبر الزمن لتشارك في تشييد هيكل المعرفة الكلّي لدينا. من بين علماء النفس الذين تتماشى نظرياتهم مع التعلم عام المجال عالم النفس التنموي جان بياجيه، الذي وضع نظرية تقول بأن الإنسان يطور لديه هيكل معرفي كلّي يتضمن معرفة متماسكة ومستمدة من التجربة، وأيضًا عالم النفس تشارلز سبيرمان، الذي توصل بعمله إلى نظرية عن وجود عامل واحد مسؤول عن جميع القدرات المعرفية لدى الفرد.
تتعارض نظريات التعلم عام المجال مع نظريات التعلم محدد المجال والتي تدعى أحيانًا ب«نظريات نمطية العقل». تقترح نظريات التعلم محدد المجال بأن البشر يتعلمون أشكال مختلفة من المعلومات بطرق مختلفة، ولديهم أماكن مخصصة في الدماغ للعديد من هذه المجالات. تؤكد نظريات التعلم محدد المجال على أن هذه المجالات العصبية مستقلة وتعمل بشكل مستقل لتعلم مهارة واحدة «مثل التعرف على الوجوه والتعلم الرياضيات»، والعديد منها يمكن ألّا يساعد بشكل مباشر في تعلم مهارات أخرى ليست ذات صلة.

## نظريات ذات صلة

### نظرية بياجيه حول التطور المعرفي
طرح عالم النفس التنموي جان بياجيه نظريته التي تقول بأن قدرة الإنسان المعرفية أو ذكاءه يُعرف بالقدرة على التأقلم مع كل جوانب الواقع، وتطور تلك القدرة عبر سلسلة من أربع مراحل متميزة نوعيًا «المرحلة الحسية الحركية ومرحلة ما قبل المرحلة العملياتية والمرحلة الوظيفية الرمزية والمرحلة الوظيفية المتماسكة». تصف نظرية بياجيه ثلاثة عمليات معرفية أساسية تعمل كآليات تساعد في الانتقال من مرحلة إلى أخرى.
عمليات بياجيه الأساسية للتغير التطوري:
- الاستيعاب: وهي عملية تحويل المعلومات الجديدة لتتلاءم مع نمط تفكير الفرد.
- التكيف: هو عملية تكيف طريقة تفكير الفرد بعد مروره بتجارب جديدة.
- الموازنة: هي عملية تكامل معرفة الفرد حول العالم من حوله ضمن كيان أوحد.

على كل حال، ليست هذه العمليات وحدها المسؤولة عن التقدم ضمن مراحل بياجيه التطورية. تتميز كل مرحلة عن الأخرى طبقًا لنوع المحتوى المفاهيمي الذي تتخصص به. تقول بأن الانتقال من مرحلة إلى أخرى ليس ناتجًا فقط عن الاستيعاب والتكيف والموازنة، وإنما هو أيضًا نتيجة للتغيرات التطورية في الآليات عامة المجال. مع نضج البشر، تتعقد الآليات عامة المجال، وبذلك، وفقًا له بياجيه، تسمح بتطور الأداء المعرفي.
على سبيل المثال، تُظهر تظرية بياجيه أن الإنسان ينتقل إلى المرحلة الوظيفية المتماسكة للتطور المعرفي عند امتلاكه القدرة على أخذ منظور، ولا يعود لديه تفكير ذو طابع أناني (صفة المرحلة مع قبل العملياتية). يمكن لهذا التغيير أن يظهر كنتيجة للتغبرات التطورية في سعة معالجة المعلومات. معالجة المعلومات هي آلية تستخدم ضمن مختلف مجالات الإدراك المعرفي، وبذلك يمكن النظر إليها على أنها آلية عامة المجال.

### نظرياتالذكاءالمتعلقة بالقياس النفسي
يقترح تحليل القياس النفسي للقدرات المعرفية للإنسان بأن هنالك آلية ضمنية واحدة تؤثر على كيفية التعلم عند البشر. في أوائل القرن العشرين، لاحظ تشارلز سبيرمان أن درجات الأطفال على مقاييس مختلفة من القدرات المعرفية كانت مترابطة بشكل إيجابي. اعتقد سبيرمان بأن هذه الارتباطات يمكن أن تُنسيب إلى حالة ذهنية عامة أو إلى عملية قد تكون مستخدمة عبر كل المهام المعرفية. أطلق سبيرمان على هذه الحالة الذهنية اسم «العامل جي» واعتقد بأن هذا العامل قادر على تمثيل الأداء المعرفي الكلّي للفرد. إن وجود العامل جي ضمن مختلف القياسات المعرفية هو أمر راسخ ولا جدال فيه في البحوث الإحصائية. من الممكن للعامل جي أن يسلط الضوء على التعلم عام المجال «آلية معرفية تشارك في كل المعارف»، وأن هذا التعلم العام مسؤول عن الارتباطات الإيجابية عبر ما تظهر كأنها مهام معرفية مختلفة. إنه لمن المهم التأكيد على عدم وجود إجماع حول ما يسبب هذه الارتباطات الإيجابية.
توسع عمل سبيرمان على يد عالم النفس ريموند كاتل الذي فصل العامل جي إلى قدرتين متمايزتين: الذكاء الانسيابي والذكاء المتبلور. أضاف جون هورن؛ وهو أحد كاتل، قدراتين متمايزتين إلى نموذج كاتل حول الذكاء. في عام 1993، أضاف جون كارول تفاصيل أكثر إلى نموذج كل من هورن وكاتل حول الذكاء الانسيابي والمتبلور، عبر إضافت لطبقة ثالثة من عوامل الذكاء البشري. أطلق كاول على هذه العوامل اسم «القدرات الضيقة». توصف القدرات الضيقة على أنها قدرات غير مرتبطة بمهارات خارج إطار مجالها، بل تتبع أكثر نظريات التعلم محدد المجال.
على الرغم من فصل العامل جي إلى مناطق معينة أكثر أو إلى مجالات للذكاء، حافظ كارول على رأيه بأن كل قدرة عامة واحدة تعتبر أساسية لنظريات الذكاء. يطرح هذا الكلام على مدى أوسع بأن كارول كان يعتقد بكون القدرات المعرفية محددة المجال.

## المهارات التي يمكن اكتسابها عبر الآليات عامة المجال
كما هو واضح أعلاه، فإن نظرية بياجيه حول التطور الإدراكي تفرض بأن فترات من التغير التنموي الكبير تأتي نتيجة النضج في الآليات المعرفية عامة المجال. على الرغم من أن الفضل في تأسيس مجال التطور المعرفي يعود إلى نظرية بياجيه في التطور المعرفي، إلا أن بعض أوجه نظريته لم تصمد أمام اختبار الزمن.
على الرغم من ذلك، يركز الباحثون الذين أطلقوا على أنفسهم اسم «البياجيين الجدد» على دور عمليات المعرفة عامة المجال في تقييد التطور المعرفي. وُجد أن العديد من المهارات التي يكتسبها الإنسان تتطلب آليات عامة المجال أكثر من وجود آليات معرفية للتطور متخصصة للغاية. وهي الذاكرة والوظائف التنفيذية وتطوير اللغة.

### الذاكرة
تقترح إحدر نظريات تطور الذاكرة بأن عمليات الذاكرة عامة المجال الأساسية تصبح أكثر تفوّقًا مع النضج. في هذه النظرية، كثيرًا ما تُستخدم عمليات الذاكرة الأساسية، وتنفّذ أنشطتها بسرعة. تتضمن تلك الأنشطة: التجميع والتعميم والتعرف والاسترجاع. تقترح نظرية العمليات الأساسية لتطور الذاكرة بأن كل عمليات الذاكرة هذه تقبع وراء كل الإدراك والمعرفة، كما تضيف بأنه تُبنى جميع الأنشطة المعرفيه عبر جميع هذه العمليات المعرفية بمختلف الطرق. وبالتالي، يمكن اعتبار هذه العمليات الأساسية للذاكرة على أنها عمليات عامة المجال يمكن تطبيقها ضمن مجالات متعددة.
العمليات عامة المجال في تطور الذاكرة:
- التجميع: هي أهم عملية في الذاكرة. حيث أن القدرة على إحداث حافز مع ردة فعل موجود لدينا منذ لحظة الولادة.
- التعميم: الميل للاستجابة بنفس الطريقة لمحفزات مختلفة.
- التعرف: يصف عملية معرفية تربط معلومات من المحفز مع معلومات مستمدة من الذاكرة.
- الاسترجاع: هو القدرة الذهنية على استرجاع المعلومات من الماضي.

بالإضافة إلى هذه العمليات العامة، دُرست الذاكرة العامة على وجه الخصوص بشكل مكثف نظرًا لكونها تتعلق وتعمل كآلية عامة المجال لقيود على التطور المعرفي. على سبيل المثال، يعتقد الباحثون بأنه مع النضج، يستطيع الفرد استيعاب هياكل أكثر تعقيدًا في ذاكرته العاملة، والتي ينتج عنها زيادة في الحسابات الممكنة الكامنة خلف الاستدلال والتعلم. وهكذا، تظهر الذاكرة العامة على أنها آلية عامة المجال تساعد في التطور عبر مختلف المجالات.